# Chimarra sedlaceki
Chimarra sedlaceki är en nattsländeart som beskrevs av Sykora 1967. Chimarra sedlaceki ingår i släktet Chimarra och familjen stengömmenattsländor. Inga underarter finns listade i Catalogue of Life.